# Сосновый ликёр

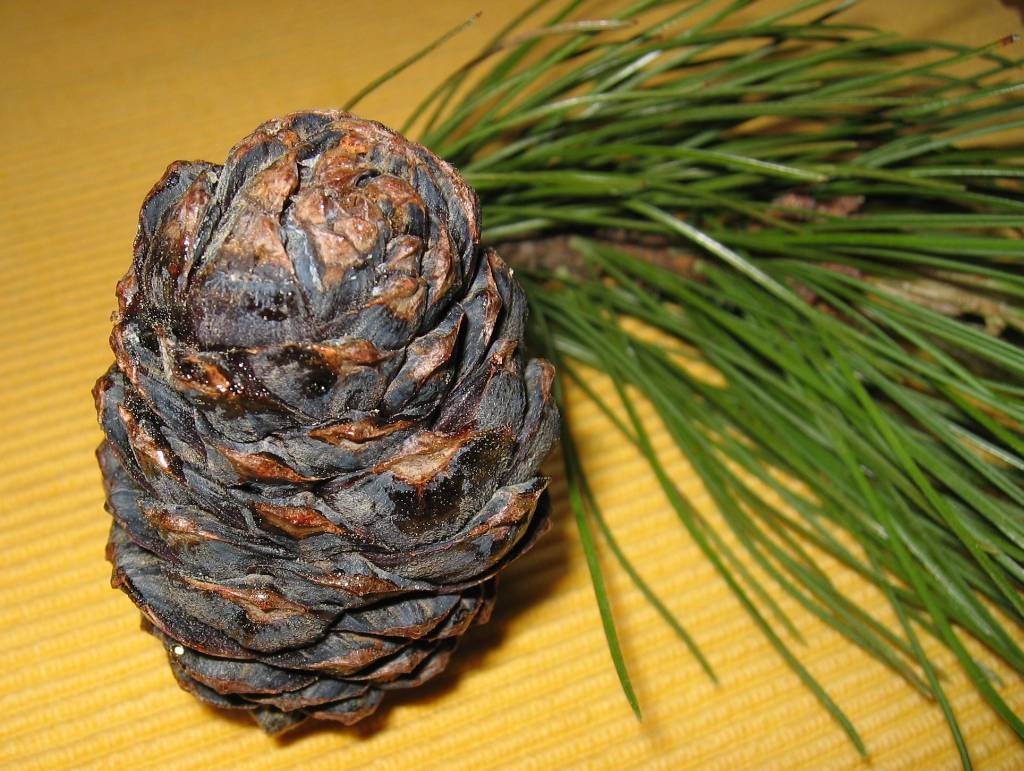
Шишка кедровой сосны

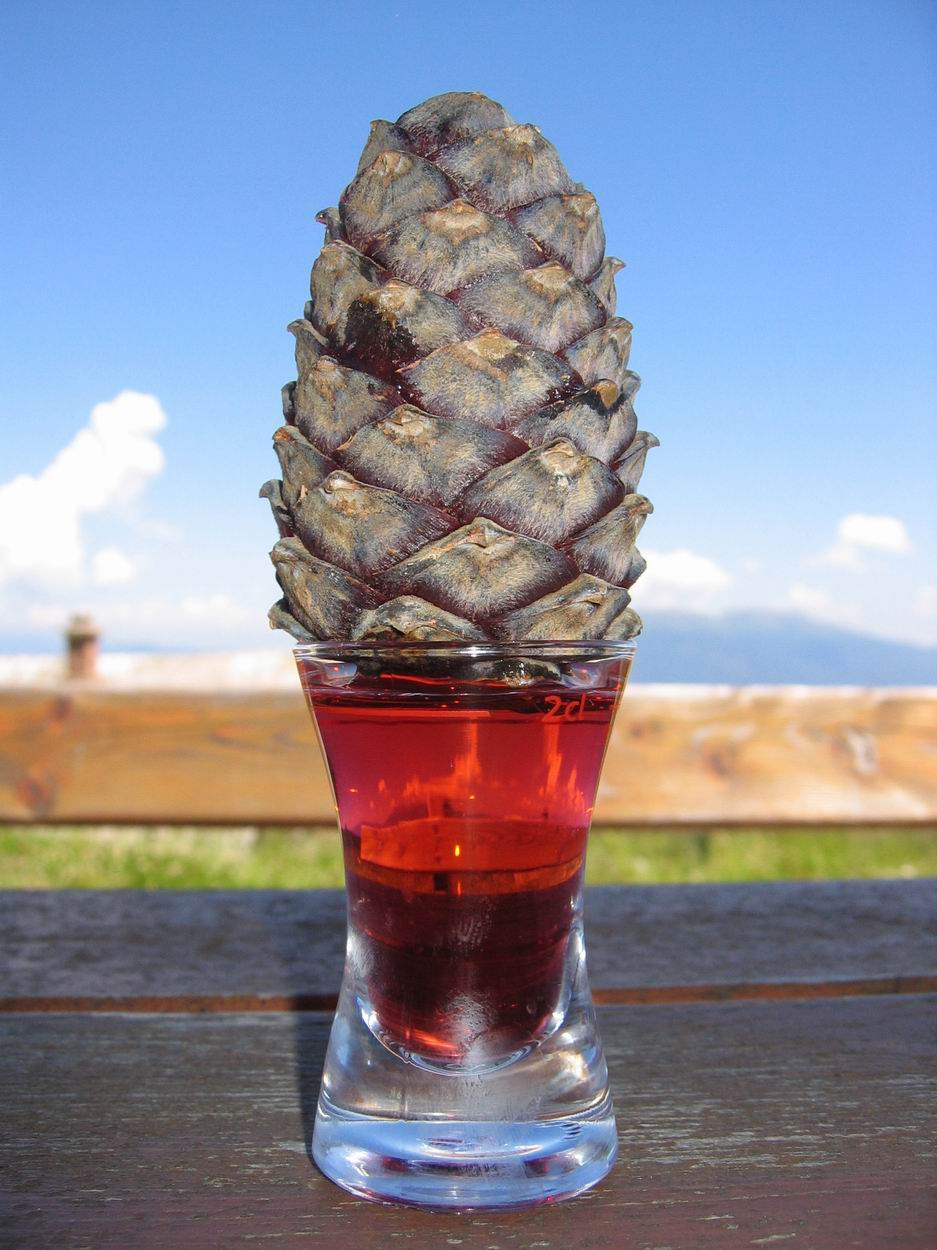
Стакан с сосновым ликёром и шишкой вверху

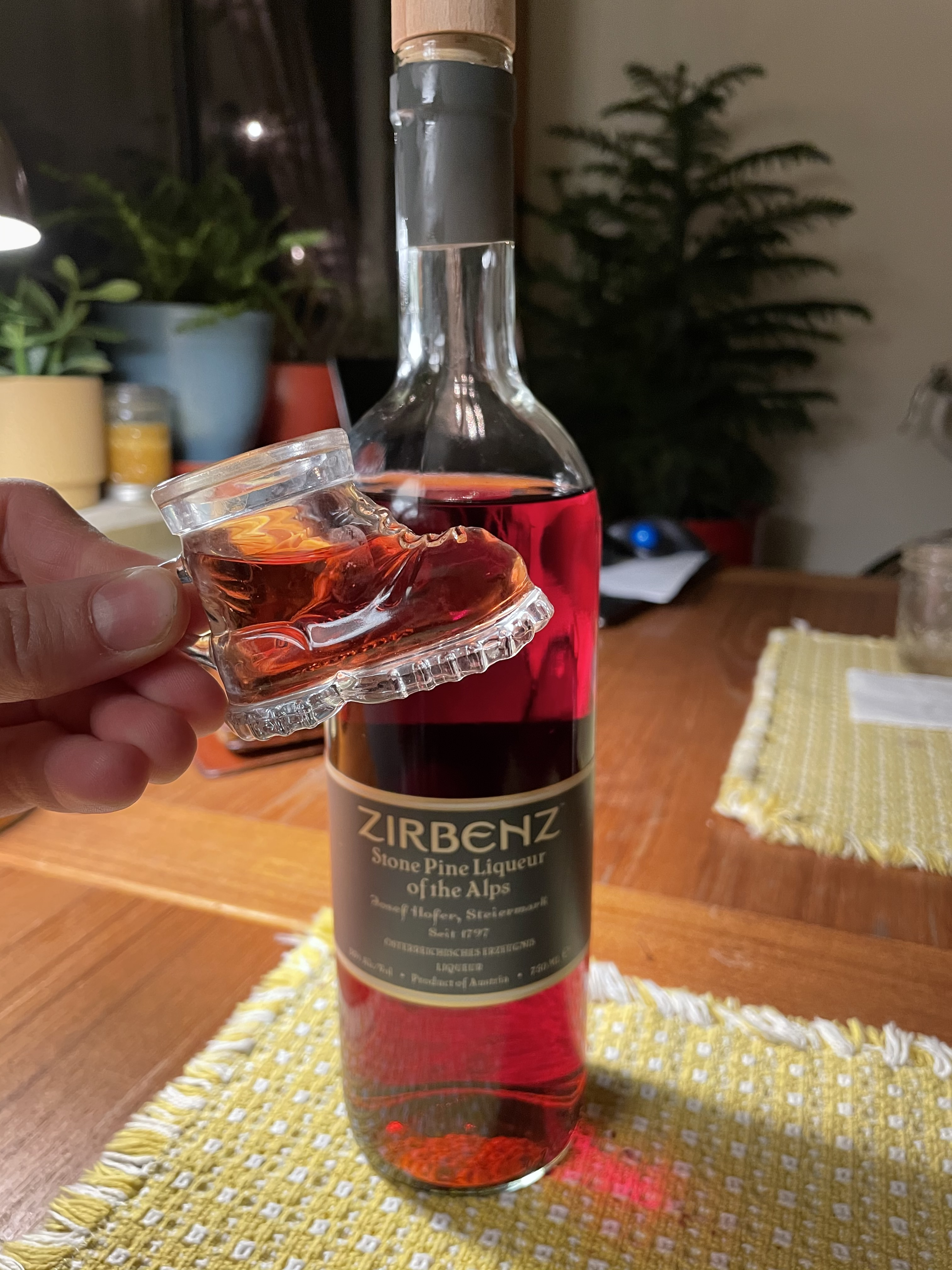
Бутылка ликёра Zirbenz

Сосновый ликёр (нем. Zirbenlikör), он же сосновый шнапс (нем. Zirbenschnaps) или сосновый гайст (нем. Zirbengeist) — алкогольный напиток, дистиллируемый на шишках кедровой сосны (она же швейцарская каменная сосна). Распространён во всех альпийских странах, особенно в Австрии, где кедровые сосны произрастают преимущественно на высоте 1500 м над уровнем моря.

## Приготовление

### Ликёр
Для приготовления ликёра или шнапса красные сочные шишки собирают летом с конца июня по середину июля: собирать их можно только вручную и только в определённых районах, поскольку некоторые районы произрастания кедровых сосен находятся под охраной. Шишки нарезают на ломтики шириной 3—5 мм и оставляют замачиваться в ликёре типа корн на 5—6 недель: в качестве ликёра может использоваться водка, белый ром или фруктовый бренди, туда могут добавляться и разные специи (в том числе корица и гвоздика). В то же время ликёр корн по сравнению с фруктовым бренди имеет не такой ярко выраженный собственный вкус, поэтому в получившемся напитке будет чистый привкус сосновых шишек.
Стакан с напитком надо периодически встряхивать, пока он настаивается: обычно это делается раз в несколько дней. Вещества проникают в спирт посредством процесса мацерации. Жидкость приобретает тёмно-красный цвет: её нужно процедить через чистую хлопчатобумажную ткань, марлю, кофейный фильтр или льняную ткань, чтобы можно было удалить осадок. Наконец, для смягчения горького вкуса добавляют сахар (его нужно помешивать, чтобы он не осел), конфеты или мёд.

### Гайст
Чтобы получить сосновый гайст, можно провести ту же самую процедуру, что и для получения ликёра, но вместо процедуры фильтрации и добавления сахара можно провести обычную дистилляцию. Для изготовления гайста не из сочных, а одревесневших шишек необходимо собрать эти шишки в начале октября. Далее нужно удалить из них ядра, измельчить, смешать с корном и разогреть. В результате нагревания останутся только эфирные масла с натуральными ароматами, и на выходе получится кристально чистый сосновый гайст с сильным сосновым ароматом.

## Применение
Сосновый шнапс полезен при простуде, бронхите и ревматизме. Он используется для профилактики простудных заболеваний и лечения бронхов благодаря содержащимся эфирным маслам: натирание грудной клетки шнапсом позволяет разжижать слизь и облегчить дыхание, а сам шнапс заменяет сироп от кашля. Также его можно использовать при растирании больных конечностей с целью ускорения процесса регенерации мышц: это показано при ревматических заболевания и мёрзнущих ногах. Сосновый шнапс уменьшает отёки и стимулирует кровообращение, а смола сосновых шишек помогает бороться против воспаления.
Сосновый ликёр также является любимым напитком альпинистов: в частности, он выпускается под маркой Zirbenz. В Каринтии (особенно в регионе Нокберге) его подают после еды, чтобы улучшить пищеварение после застолья. Также туристов угощают сосновым шнапсом в Тироле на туристической тропе Zirbenweg.